# Ушарова
Ушарова — село в Тобольском районе Тюменской области России, административный центр Ушаровского сельского поселения.
Село находится на берегу реки Ушаровская и Ушаровского озера в левобережье Иртыша в 30 км к северу от Тобольска.
Первое упоминание о деревне Ушаровой датируется 1623 годом в дозорной книге.

## Население
| 2010 |
| ---- |
| 344  |

## Инфраструктура
- Школа
- Игровая площадка
- Отделение МЧС
- Лесничество
- Ушаровский СК
- Ушаровская ЭП
- Ушаровская водонапорная башня
- Ушаровский ФАП
- Вышка связи компании «Ростелеком»